# Erich Kuttner
Erich Kuttner (Berlijn, 27 mei 1887 - Mauthausen, 1 oktober 1942) was een Duitse journalist, auteur, parlementslid in Pruisen, emigrant en verzetsman.

## Leven
Erich Kuttner, zoon van een koopman, studeerde van 1905 tot 1909 recht in Berlijn en München. Van 1909 tot 1910 was hij referendar. In 1910 sloot hij zich aan bij de SPD en werd op grond daarvan ontslagen. Hij werd daarop journalist bij de sociaaldemocratische kranten Freies Volk en Chemnitzer Volksstimme. In 1915 meldde hij zich vrijwillig bij het leger en raakte het jaar daarop zwaargewond. In 1916 werd hij redacteur bij Vorwärts en richtte in 1917 de Reichsbund der Kriegsteilnehmer und Kriegsbeschädigten op en werd de voorzitter. Als aanhanger van de regering van Friedrich Ebert organiseerde hij in 1919 tijdens de Spartakus-opstand ter beveiliging het Rijksdagregiment.
Voor de SPD zat hij van 1921 tot 1933 in de Pruisische Landsdag. Kuttner, die in deze periode deel uitmaakte van de rechtervleugel van de partij, was verder van 1922 tot 1923 redacteur van het door Alexander Parvus opgerichte tijdschrift Die Glocke en van 1924 tot 1927 chef-redacteur van het sociaaldemocratische satirische tijdschrift Lachen Links.
In 1933 emigreerde hij na illegaal verzet in Duitsland via Parijs naar Nederland. Hier werd hij linkser en sloot zich aan bij de groep Revolutionäre Sozialisten Deutschlands in Amsterdam. Hier werkte hij in het verzet tegen het nationaalsocialistische regime en begon een beperkte samenwerking met de KPD. In de Lutetia-kring (1935-36) werkte hij mee aan de poging om een "volksfront" tegen de Hitlerdictatuur te bewerkstelligen. In 1936 ging hij naar Spanje om over de Spaanse Burgeroorlog te berichten, hij werkte mee aan de radiozender Deutscher Freiheitssender 29,8 en raakte in juli 1937 tijdens de Slag bij Brunete ten oosten van Madrid gewond en keerde terug naar Amsterdam. Nadat Nederland bezet werd door de Duitsers in mei 1940, weigerde Kuttner onder te duiken. In april 1942 werd hij door de Gestapo opgepakt en naar het concentratiekamp Mauthausen overgebracht, waar hij vermoord werd.
In het Berlijnse district Lichtenberg, in de wijk Fennpfuhl, werd in 1962 de Erich-Kuttner-Straße naar de verzetsstrijder genoemd.

## Het hongerjaar 1566
In Nederland is hij vooral bekend vanwege zijn geschiedkundige boek over het 'hongerjaar' 1566, dat een van de aanleidingen was voor het uitbreken van de Nederlandse opstand tegen Filips II. Deze opstand mondde uit in de Tachtigjarige Oorlog (1568-1648). Das Hungerjahr 1566 verscheen uiteindelijk na de oorlog in 1949 in een Nederlandse vertaling, met een inleiding van de historicus en hoogleraar Jan Romein. In dit boek neemt Kuttner een ander gezichtspunt in dan tot dan toe gebruikelijk. In plaats van zich te richten op de belangrijke personen, beschrijft hij de sociale en economische omstandigheden in een poging het leven van het volk in die tijd te schetsen. Door in te gaan op de misoogsten en ernstige voedseltekorten in de Nederlanden in 1566 toont hij aan dat deze omstandigheden een noodzakelijke voorwaarde zijn geweest voor het uitbreken van de Nederlandse opstand.

## Werk
- Die erdolchte Front, Berlijn 1920
- Schicksalsgefährtin, Roman Verlag, Berlijn, Dietz 1924
- Otto Braun, Verlag: Berlijn, Volksfunk-Verlag, o.J.. (1932)
- Hans von Marees, Die Tragödie des deutschen Idealismus, Dresden 1958
- "Rederijkersspelen als historische dokumenten", in Tijdschrift voor Geschiedenis jrg. 57 afl. 3, p. 185-198 (verschenen op naam van Sj. de Vries, een leerling van Jan Romein)
- Het hongerjaar 1566, Amsterdamsche Boek- en Courant maatschappij, Amsterdam, 1949